# Kinalizarin
Kinalizarin ili 1,2,5,8-tetrahidroksiantrakinon je organski spoj kemijske formule C14H8O6. Jedan je od mnogih izomera tetrahidroksiantrakinona, koji je obično dobiva iz antrakinona zamjenom četiri atoma vodika hidroksilnim (OH) skupinama. Kinalizarin je inhibitor enzima bjelančevine kinaze CK2. Moćniji je i selektivniji od emodina. Također je moćan inhibitor katehol-O-metiltransferaze (COMT). Kvinalizarin je organski kemijski spoj koji pripada skupini alizarinskih bojila, a time i antrakinona. Koristi se za detekciju i kolorimetrijsko određivanje berilija, magnezija, bora, aluminija, galija, indija i fluorida, a prethodno se koristio za bojanje pamuka. Kinalizarin se proizvodi iz alizarina zagrijavanjem uz upuhavanje sumporne kiseline i borne kiseline.

## Močilna antrakinonska bojila
Močilna antrakinonska bojila su relativno jednostavni derivati antrakinona koji sadrže najmanje dvije hidroksilne grupe u orto-položaju, a osim toga mogu sadržati i neke druge grupe, kao na primjer —S03H, i tada su topljiva u vodi. Zapravo se sva močilna antrakinonska bojila izvode od alizarina, to jest 1,2-dihidroksiantrakinona. Alizarin se od pradavnih vremena upotrebljavao kao crveno prirodno bojilo za tekstilna vlakna. Dobivao se iz korijena biljke broćike (lat. Rubia tinctorum), gdje se nalazi vezan kao glukozid ruberitrinska kiselina. Godine 1868. odredili su Graebe i Liebermann konstituciju alizarina, a malo zatim su razradili i metodu za njegovo dobivanje. To je bila prva sinteza jednog prirodnog bojila. Već 1871. nalazio se sintetički alizarin na tržištu; to je, uz proizvodnju trifenilmetanskih i azo-bojila, osiguralo razvoj industrijske proizvodnje sintetičkih bojila i dovelo do gotovo potpunog napuštanja upotrebe prirodnih bojila.
Postoji desetak metoda za dobivanje alizarina, no najčešće se polazi od antrakinon-2-sulfonske kiseline ili 2-klorantrakinona, koji taljeni s natrijevim hidroksidom u prisutnosti oksidativnih sredstava (KClO3, NaNO3 i tako dalje) daju alizarin. On se i danas, iako u ograničenoj mjeri, upotrebljava u bojadisarstvu pod imenom Alizarinrot B, odnosno G ili R (C.I. 58000). Od ostalih močilnih antrakinonskih bojila od interesa je na primjer Anthrapurpurin, C.I. 58255, koji se priprema iz 2,7-antrakinondisulfonske kiseline, također taljenjem s alkalijskim hidroksidom uz oksidanse. Ljubičasto močilsko bojilo kinalizarin (njem. Chinalizarin), C.I. 58500, dobiva se djelovanjem dimljive sumporne kiseline na alizarin i naknadnom hidrolizom. Nitriranjem antrakinona, obradom tako dobivene smjese izomernih dinitroantrakinona dimljivom sumpornom kiselinom i sumporom i naknadnom hidrolizom, priprema se Alizarincyanin BBS, C.I. 58610.
Močilna antrakinonska bojila tvore sa solima metala (Al, Cr, Sn, Fe i drugi) vrlo postojane kompleksne spojeve, kojima struktura zavisi od načina njihova nastajanja i nije još u potpunosti objašnjena. Svakako su atomi metala vezani glavnim valentnim vezama na hidroksilne, a sporednim na karbonilne grupe. Ovi se kompleksni spojevi (bojeni lakom) najčešće stvaraju za vrijeme samog procesa bojenja. Nakon vezanja metalnih iona u kompleksne spojeve mijenjaju se nijanse obojenja postignutih s antrakinonskim močilskim bojilima. Tako na primjer Alizarincyanin BBS boja vunu višnjevocrvenom bojom, koja nakon obrade kromnim solima (na primjer CrF8) prelazi u jasno modru.
Obojenja koja se postižu ovim bojilima su crvena, modra i ljubičasta. Važnost ovih bojila je danas neznatna jer su ona nadmašena drugim, boljim bojilima ili bojilima koja se lakše i jednostavnije primjenjuju. 